# MHC Lemmer
MHC Lemmer is een Nederlandse hockeyclub uit de Friese plaats Lemmer.
De club werd opgericht op 1 juni 2000 en speelt op Sportpark De Rien aan de Straatweg. De club heeft in het seizoen 2021/22 geen standaardteams in de bondscompetities van de KNHB.